# Erdenebatyn Bejbayar
Erdenebatyn Bejbayar (mongol: Эрдэнэбатын Бэхбаяр; Ulán Bator, 13 de agosto de 1992) es un luchador mongol de lucha libre. Compitió en tres campeonatos mundiales. Consiguió una medalla de bronce en 2015. Ganador de la medalla de oro en campeonato asiático del 2015. Campeón Mundial de Juniores del año 2012.